# コンプトンガンマ線観測衛星
コンプトンガンマ線観測衛星（コンプトンガンマせんかんそくえいせい、Compton Gamma Ray Observatory、CGRO）は、アメリカ航空宇宙局 (NASA) が1991年4月にスペースシャトル・アトランティス(STS-37)に乗せて打ち上げた、ガンマ線観測衛星である。アメリカ初のガンマ線観測衛星で、10キロ電子ボルトから30ギガ電子ボルトまでのガンマ線を検出できた。数多くのガンマ線バースト現象の発見に貢献し、ガンマ線天文学は大きく発展した。
CGROは、ハッブル宇宙望遠鏡、チャンドラ X線観測衛星、スピッツァー宇宙望遠鏡と共に、NASAのグレートオブザバトリー計画(Great Observatories)シリーズとして計画された大型の天体観測衛星のひとつ。
CGROは、姿勢制御用のジャイロスコープの1基が故障したため、2000年6月4日に指令により地球大気圏に制御再突入させて消滅した。この時点では観測運用はまだ可能であったが、ジャイロスコープがこれ以上故障して制御不能なまま落下すると、その巨大さゆえに大気圏再突入の際に燃え残って地上に被害を及ぼすことが懸念されたため、制御可能なうちに再突入させた。